# A török és a tehenek
A török és a tehenek 1957-ben készült magyar rajzfilm, amely Móricz Zsigmond azonos című versének rajzfilmes feldolgozása. Az animációs játékfilm írója és rendezője Csermák Tibor, zeneszerzője Ránki György. A mozifilm a Pannónia Filmstúdió gyártásában készült, a MOKÉP forgalmazásában jelent meg.

## Rövid történet
Móricz Zsigmond: A török és a tehenek című vers szövege:

Volt egy török, Mehemed,
Sose látott tehenet.

Nem is tudta Mehemed,
Milyenek a tehenek.

Egyszer aztán Mehemed,
Lát egy csomó tehenet.

„Én vagyok a Mehemed!”
„Mi vagyunk a tehenek!”

Csudálkozik Mehemed,
Ilyenek a tehenek?

Számlálgatja Mehemed,
Hányfélék a tehenek.

Meg is számol Mehemed
Háromféle tehenet:

Fehéret, feketét, tarkát,
Meg ne fogd a tehén farkát!

Nem tudta ezt Mehemed,
S felrugták a tehenek.

## Alkotók
- Közreműködött: Tolnay Klári
- Móricz Zsigmond elbeszélése alapján írta, tervezte és rendezte: Csermák Tibor
- Zenéjét szerezte: Ránki György
- Operatőr: Cseh András, Király Erzsébet
- Hangmérnök: Császár Miklós
- Vágó: Czipauer János
- Rajzolta: Bátai Éva, Jedon Erzsébet, László Andor, Spitzer Kati, Szabó Szabolcs, Várdeák Csilla, Vörös Gizella
- Színes technika: Dobrányi Géza
- Gyártásvezető: Bártfai Miklós

Készítette a Pannónia Filmstúdió.

## Díja
- 1959, Velence oklevél[3]